# Hr.Ms. M 1 (1915)
Hr.Ms. M 1 was een Nederlandse onderzeeboot die van 30 januari 1917 tot 1931 dienst heeft gedaan bij de Koninklijke marine. De M 1 is de enige Nederlandse onderzeeboot uit M 1-klasse (UC I-klasse). De M 1 was niet zoals andere onderzeeboten bij de Nederlandse marine bedoeld als patrouillebopot, maar ingericht als mijnenlegger, de M in de naam staat dan ook voor mijnenlegger.

## M 1 als UC 8
De M 1 is in Duitsland gebouwd door scheepswerf A.G. Vulkan in Hamburg en trad in dienst van de Kaiserliche Marine in juli 1915 als de UC 8. Op 4 november van datzelfde jaar liep de UC 8 vast bij Terschelling als gevolg van slechte navigatie. Het schip werd door Nederland geborgen, maar omdat het Keizerrijk Duitsland op dat moment in oorlog was en Nederland neutraal, niet teruggegeven aan Duitsland. Na de Eerste Wereldoorlog werd de UC 8 door Nederland van Duitsland gekocht.

## M 1 in Nederlandse dienst
De kennis die werd vergaard door de aanschaf van de M 1 werd gebruikt in de Nederlandse onderzeeboot O 8, die op een vergelijkbare wijzen als de M 1 is verkregen maar dan van de Royal Navy. Ook werd de Zeiss periscoop uit de M 1 overgezet naar de O 8 en werd de periscoop van de O 8 in de M 1 gezet.